# Thomas Dalgaard
Thomas Dalgaard (ur. 13 kwietnia 1984 w Nykøbing Mors) – duński piłkarz grający na pozycji napastnika.